# Bob Fosse
Bob Fosse   (Chicago, 23 de juny de 1927 - George Washington University Hospital, 23 de setembre de 1987) va ser un actor, ballarí, coreògraf i director de cinema estatunidenc. Va dirigir i coreografiar obres musicals a l'escenari i a la pantalla, com ara els musicals The Pajama Game (1954), Damn Yankees (1955), How to Succeed in Business Without Really Trying (1961), Sweet Charity (1966), Pippin (1972), i Chicago (1975). Les seves pel·lícules inclouen Sweet Charity (1969), Cabaret (1972), Lenny (1975), All That Jazz (1979) i Star 80 (1983).
L'estil de coreografia característic de Fosse incloïa genolls girats i les "mans de jazz". És l'única persona que ha guanyat els premis Oscar, Emmy i Tony el mateix any (1973). Va ser nominat a quatre premis de l'Acadèmia, guanyant el de millor director per Cabaret, i va guanyar la Palma d'Or el 1980 per All That Jazz. Va guanyar un rècord de vuit Tonys per la seva coreografia, així com un de direcció per a Pippin.

## Biografia
Fosse va néixer a Chicago, Illinois, el 23 de juny de 1927, d'un pare noruec americà, Cyril Kingsley Fosse, un venedor ambulant de The Hershey Company, i d'una mare irlandesa nord-americana Sarah Alice "Sadie" Fosse, de soltera Stanton. Era el cinquè de sis fills.
Es va sentir atret per ballar i va prendre classes. Quan tenia 13 anys, Fosse va actuar professionalment a Chicago amb Charles Grass, sota el nom de The Riff Brothers. Van recórrer cases de vodevil i cinema a Chicago, així com els teatres USO i els Eagles Clubs. Moltes d'aquestes actuacions incloïen espectacles a clubs burlesques, com ara el Silver Cloud i Cave of Winds. El mateix Fosse és citat dient: "Tenia setze anys i actuava a tota la roda del burlesc". No obstant això, a moltes de les dones i promotors no els importava que Fosse fos menor d'edat treballant en clubs d'adults, i estarien exposats a l'assetjament sexual de les dones burlesques i a gran part del moviment eròtic que més tard utilitzaria per informar el seu futur treball. El 1943, als 15 anys, Fosse vindria a coreografiar el seu primer número de ball i obtindria el seu primer crèdit complet com a coreògraf en una pel·lícula, Hold Evry'thing! A Streamlined Extravaganza in Two Parts, que presentava noies que portaven vestits sense tirants i feien un ball de ventalls, inspirats en el seu temps a les cases burlesques.
Després de graduar-se a l'escola secundària l'any 1945, Bob Fosse va ser reclutat a la Marina dels Estats Units cap al final de la Segona Guerra Mundial a l'Estació Naval dels Grans Llacs, on va ser enviat per estar preparat per al combat. Fosse va demanar al seu gerent, Frederick Weaver, que advoqués en nom seu davant els seus superiors després dels seus propis intents fallits de ser destinat a la Divisió d'Entreteniment de Serveis Especials. Fosse aviat es va col·locar a l'espectacle de varietats Tough Situation, que va recórrer bases militars i navals al Pacífic.
Després del seu llicenciament, Fosse es va traslladar a la ciutat de Nova York el 1947 amb l'ambició de ser el nou Fred Astaire. Va començar a estudiar interpretació a l'American Theatre Wing, on va conèixer la seva primera dona i companya de ball, Mary Ann Niles (1923-1987). El seu primer paper escènic va ser a Call Me Mister, juntament amb Niles. Fosse i Niles van ser intèrprets habituals de Your Hit Parade a la seva temporada 1950–1951. Dean Martin i Jerry Lewis van veure el seu acte al Pierre Hotel de Nova York i van programar que la parella aparegués a The Colgate Comedy Hour el 1951. En una entrevista de 1986, Fosse va dir a un entrevistador: "Jerry em va començar a fer coreografia. Em va donar la meva primera feina com a coreògraf i estic agraït per això".
Fosse va signar un contracte amb MGM el 1953. Les seves primeres aparicions a la pantalla com a ballarí inclouen Give a Girl a Break, The Affairs of Dobie Gillis i Kiss Me Kate, tots llançats el 1953. La coreografia de Fosse d'una seqüència de ball breu a Kiss Me Kate i ballant amb Carol Haney el va cridar l'atenció dels productors de Broadway.

## Carrera

### 1940
A finals de la dècada del 1940 i principis de la de 1950, Fosse va passar del cinema al teatre. El 1948, Tony Charmoli va ballar a Make Mine Manhattan,, però va donar el paper a Fosse quan l'espectacle va fer una gira nacional. Charmoli també va trobar a Fosse treball com a ballarí als programes de televisió en què estava treballant quan Fosse va tornar de la gira.

### 1950
El 1953, Fosse va aparèixer al musical de la MGM Kiss Me Kate,, protagonitzat per Howard Keel, Kathryn Grayson i Ann Miller. Fosse va interpretar Hortensio dins de les seqüències de ball The Taming of the Shrew.
El 1954, Fosse va coreografiar el seu primer musical, The Pajama Game, seguit de Damn Yankees, de My Sister Eileen i George Abbott el 1955. Va ser mentre treballava a Damn Yankees que va conèixer l'estrella emergent Gwen Verdon, amb qui es va casar el 1960. Pel seu treball a Damn Yankees, Verdon va guanyar el seu primer premi Tony a la millor actriu protagonista de musical l'any 1956. Abans havia guanyat un Tony a la millor interpretació d'una actriu destacada en un musical per Can-Can (1954). El 1957, Fosse va coreografiar New Girl in Town, també dirigida per Abbott, i Verdon va guanyar el seu segon premi Tony a la millor actriu en un musical el 1958.
El 1957, Fosse va fer la coreografia de la versió cinematogràfica de The Pajama Game protagonitzada per Doris Day. L'any següent, Fosse va aparèixer i va fer la coreografia de la versió cinematogràfica de Damn Yankees, en què Verdon va repetir el seu triomf escènic com el personatge de Lola. Fosse i Verdon van ser parella al número de mambo "Who's Got the Pain".
El 1959, Fosse va dirigir i coreografiar el musical Redhead.

### 1960s
Pel seu treball a Redhead, Fosse va guanyar el premi Tony a la millor coreografia mentre que Verdon va guanyar el seu tercer premi Tony a la millor actriu en un musical. Redhead va guanyar el premi Tony al millor musical. La següent funció de Fosse havia de ser el musical The Conquering Hero basat en un llibre de Larry Gelbart, però va ser substituït com a director/coreògraf.
El 1961, Fosse va coreografiar el musical satíric de Broadway How to Succeed in Business Without Really Trying protagonitzat per Robert Morse. La història gira al voltant d'un home ambiciós, J. Pierrepont Finch (Morse), que, amb l'ajuda del llibre How to Succeed in Business Without Really Trying, passa de rentador de finestres a president del consell de la World Wide Wicket Company. El musical va ser un èxit instantani.
El 1963, Fosse va ser nominat a dos premis de l'Acadèmia, Millor coreografia i Millor direcció d'un musical, guanyant el primer pel musical Little Me.
Va coreografiar i dirigir Verdon a Sweet Charity el 1966.
Fosse va dirigir cinc llargmetratges. La seva primera pel·lícula, Sweet Charity (1969) protagonitzada per Shirley MacLaine, és una adaptació del musical de Broadway que havia dirigit i coreografiat.

### 1970s
El 1972, Fosse va dirigir la seva segona pel·lícula, Cabaret, protagonitzada per Liza Minnelli, Michael York i Joel Grey. La pel·lícula està basada en el musical de 1966 del mateix nom. A la manera tradicional del teatre musical, anomenat "musical integrat", cada personatge significatiu de la versió escènica canta per expressar la seva pròpia emoció i avançar en la trama. En la versió cinematogràfica, els números musicals són totalment diegètics. La pel·lícula se centra en un romanç jove entre Sally Bowles (Minnelli), que actua al Kit Kat Klub, i un jove idealista britànic interpretat per York. La història se situa en el teló de fons de l'ascens de l'Alemanya nazi. La pel·lícula va ser un èxit immediat entre el públic i la crítica. La pel·lícula va guanyar vuit premis de l'Acadèmia, inclòs el de millor director. Fosse va guanyar aquest premi a Francis Ford Coppola, que havia estat nominat per El Padrí, protagonitzada per Marlon Brando. Liza Minnelli i Joel Grey van guanyar els Oscar pels seus papers a Cabaret.
També l'any 1972, Fosse i Minnelli es van unir una vegada més per crear el seu especial de televisió Liza with a Z, que li va fer guanyar a Fosse un premi Emmy tant per la direcció com per la coreografia.
El 1973, el treball de Fosse a Pippin li va guanyar el premi Tony a la millor direcció de musical. Va ser director i coreògraf de Chicago el 1975, que també va protagonitzar Verdon.
El 1974, Fosse va dirigir Lenny, una pel·lícula biogràfica sobre el còmic Lenny Bruce protagonitzada per Dustin Hoffman. Fosse va tornar a ser nominat com a millor director, Hoffman també va rebre una nominació a millor actor.
Fosse va interpretar una cançó i una dansa a la versió cinematogràfica de 1974 de Stanley Donen The Little Prince. Segons AllMusic, "Bob Fosse atura l'espectacle amb una rutina de ball relliscosa". El 1977, Fosse va tenir un petit paper a la comèdia romàntica Thieves.
El 1979, Fosse va coescriure i dirigir una pel·lícula semi-autobiogràfica All That Jazz (1979), protagonitzada per Roy Scheider, que va retratar la vida d'un coreògraf i director donat i addicte a les drogues enmig del triomf i el fracàs. Ann Reinking apareix a la pel·lícula com a amant, protegida i parella domèstica del protagonista. All That Jazz va guanyar quatre premis de l'Acadèmia, i li va valdre a Fosse la seva tercera nominació a l'Oscar al millor director. També va guanyar la Palma d'Or al Festival de Cannes de 1980. El 1980, Fosse va encarregar una investigació documental per a una funció de seguiment que explorava les motivacions de les persones que esdevenen intèrprets.

### 1980s
L'última pel·lícula de Fosse, Star 80 (1983), va ser una pel·lícula biogràfica sobre Dorothy Stratten, una Playmate de Playboy que va ser assassinada. La pel·lícula està basada en un article guanyador del premi Pulitzer, i va estar protagonitzat per Mariel Hemmingway. La pel·lícula es va projectar fora de competició al 34è Festival Internacional de Cinema de Berlín.
El 1986, Fosse va escriure, coreografiar i dirigir la producció de Broadway de Big Deal, que va ser nominada a cinc premis Tony, guanyant a la millor coreografia, així com cinc més pel revival de Sweet Charity al proper Minskoff Theatre, guanyant un Tony per Millor Revival.
Fosse va començar a treballar en una pel·lícula sobre el columnista de xafarderies Walter Winchell que hauria protagonitzat Robert De Niro com Winchell. El guió de Winchell va ser escrit per Michael Herr; però Fosse va morir abans de començar el projecte.

## Innovacions
Les distincions notables de l'estil de Fosse incloïen l'ús de genolls girats, la "Ameba Fosse", remenament lateral, espatlles enrotllades i mans de jazz. Amb Astaire com a influència, Fosse va utilitzar accessoris com ara barrets, bastons i cadires. El seu ús característic dels barrets va ser influenciat per la seva pròpia consciència, segons Martin Gottfried a la seva biografia de Fosse, "La seva calvície va ser la raó per la qual portava barrets, i sens dubte va ser la raó per la qual posava barrets als seus ballarins". Fosse utilitzava guants en les seves actuacions perquè no li agradaven les mans. Alguns dels seus números més populars inclouen "Steam Heat" (The Pajama Game) i "Big Spender" (Sweet Charity). L'escena de "Rich Man's Frug" és un altre exemple del seu estil característic.
Per Damn Yankees, Fosse es va inspirar en el "pare de la dansa jazz teatral", Jack Cole. El 1957, Verdon i Fosse van estudiar amb Sanford Meisner per desenvolupar una millor tècnica d'actuació. Segons Michael Joosten, Fosse va dir una vegada: "El moment de cantar és quan el teu nivell emocional és massa alt per parlar més, i el moment de ballar és quan les teves emocions són massa fortes per cantar només com et sents". " A Redhead, Fosse va utilitzar una de les primeres seqüències de ballet en un espectacle que contenia cinc estils diferents de dansa: el jazz de Fosse, un cancan, una dansa gitana, una marxa i un antic número de music hall anglès. Amb Pippin, Fosse va fer el primer anunci de televisió per a un espectacle de Broadway.

## Vida personal
Fosse es va casar amb la seva parella de ball Mary Ann Niles (1923–1987) el 3 de maig de 1947 a Detroit. El 1952, un any després de divorciar-se de Niles, es va casar amb la ballarina Joan McCracken a la ciutat de Nova York; aquest matrimoni va durar fins al 1959, quan també va acabar en divorci.
La seva tercera dona va ser la ballarina i actriu Gwen Verdon, a qui va conèixer coreografiant Damn Yankees, que ella protagonitzava. El 1963 van tenir una filla, Nicole Fosse, que més tard es va convertir en ballarina i actriu. Les relacions extramatrimonials de Fosse van posar una tensió al matrimoni i el 1971 es van separar, encara que van romandre legalment casats fins a la seva mort el 1987. Verdon mai es va tornar a casar.
Fosse va conèixer la ballarina Ann Reinking durant la carrera de Pippin l'any 1972. Segons Reinking, la seva relació romàntica va acabar "cap al final de la carrera de Dancin'" (1978).
Durant els assajos de The Conquering Hero el 1961, es va revelar que Fosse tenia epilèpsia quan va patir una convulsió a l'escenari.
Gran part del temps de Fosse fora de l'estudi d'assaig o del teatre poques vegades el passava sol. Com s'indica a la biografia de la seva vida, Fosse de Sam Wasson, "les nits soles eren assassinats a Fosse". Per alleujar la solitud i l'insomni provocats per les amfetamines prescrites, Fosse es posava en contacte sovint amb ballarins amb els quals treballava i intentava sortir amb ells, cosa que dificultava que molts rebutgessin els seus avenços, però també li donava l'afirmació de l'èxit que buscava.
Durant la seva carrera conjunta, Fosse culparia contínuament dels crítics, mentre que Gwen Verdon rebria elogis, per molt que Verdon tingués en una producció. No obstant això, Verdon sempre va tenir cura d'ell i de la imatge de la família Fosse, organitzant grans festes de repartiment i sent el secretari de premsa personal de Fosse durant tot el seu matrimoni.

## Mort
Fosse va morir d'un atac de cor el 23 de setembre de 1987 a l'Hospital Universitari George Washington mentre s'estrenava el revival de Sweet Charity al proper National Theatre.
Tal com havia demanat, Verdon i Nicole Fosse van escampar les seves cendres a l'oceà Atlàntic davant de Quogue, Long Island, on Fosse havia estat vivint amb la seva xicota durant quatre anys.
Un mes després de la seva mort, Verdon va complir la petició de Fosse dels seus amics de "sortir a sopar amb mi" organitzant una vetllada plena d'estrelles al Tavern on the Green.

## Crèdits

### Teatre
| Any  | Títol                                            | Rol                                            | Estada                          | Ref.   |
| ---- | ------------------------------------------------ | ---------------------------------------------- | ------------------------------- | ------ |
| 1947 | Call Me Mister                                   | Actor – Chorus                                 | Gira nacional                   |        |
| 1948 | Make Mine Manhattan                              | Actor                                          | Gira nacional                   |        |
| 1950 | Dance Me a Song                                  | Actor – Ballarí                                | Royale Theatre, Broadway        | [ 39 ] |
| 1951 | Billion Dollar Baby                              | Actor – Champ Watson                           | Alvin Theatre, Broadway         | [ 40 ] |
| 1952 | Pal Joey                                         | Actor – Joey Evans (suplent)                   | Broadhurst Theatre, Broadway    |        |
| 1954 | The Pajama Game                                  | Coreògraf                                      | Broadhurst Theatre, Broadway    |        |
| 1955 | Damn Yankees                                     | Coreògraf                                      | Adelphi Theatre, Broadway       |        |
| 1956 | Bells Are Ringing                                | Co-Coreògraf                                   | Alvin Theatre, Broadway         |        |
| 1958 | New Girl in Town                                 | Coreògraf                                      | 46th Street Theatre, Broadway   |        |
| 1959 | Redhead                                          | Director, Coreògraf                            | 46th Street Theatre, Broadway   |        |
| 1961 | The Conquering Hero                              | Coreògraf (sense ser citat)                    | ANTA Theatre, Broadway          |        |
| 1961 | How to Succeed in Business Without Really Trying | Coreògraf                                      | 46th Street Theatre, Broadway   |        |
| 1962 | Little Me                                        | Co-director, Co-Coreògraf                      | Lunt-Fontanne Theatre, Broadway |        |
| 1963 | Pal Joey                                         | Joey Evans                                     | New York City Center, Broadway  |        |
| 1965 | Pleasures and Palaces                            | Director, Coreògraf                            | Fisher Theatre, Detroit         | [ 41 ] |
| 1966 | Sweet Charity                                    | Director, Coreògraf                            | Palace Theatre, Broadway        |        |
| 1972 | Pippin                                           | Llibret (sense ser citat), Director, Coreògraf | Minskoff Theatre, Broadway      |        |
| 1972 | Liza                                             | Director, Coreògraf                            | Winter Garden Theatre, Broadway | [ 42 ] |
| 1975 | Chicago                                          | Llibret; Director, Coreògraf                   | 46th Street Theatre, Broadway   |        |
| 1978 | Dancin'                                          | Director, Coreògraf                            | Ambassador Theatre, Broadway    |        |
| 1986 | Big Deal                                         | Director, Coreògraf                            | Broadway Theatre, Broadway      |        |

### Cinema
| Year | Títol                       | Director | Escriptor | Coreògraf | Actor | Paper                                  | Ref. |
| ---- | --------------------------- | -------- | --------- | --------- | ----- | -------------------------------------- | ---- |
| 1953 | The Affairs of Dobie Gillis |          |           |           | Sí    | Charlie Trask                          |      |
| 1953 | Kiss Me Kate                |          |           |           | Sí    | Hortensio                              |      |
| 1953 | Give a Girl a Break         |          |           |           | Sí    | Bob Dowdy                              |      |
| 1955 | La meva germana Eileen      |          |           | Sí        | Sí    | Frank                                  |      |
| 1957 | The Pajama Game             |          |           | Sí        |       |                                        |      |
| 1958 | Damn Yankees                |          |           | Sí        | Sí    | Ballarí de mambo (sense ser citat)     |      |
| 1969 | Sweet Charity               | Sí       |           | Sí        |       |                                        |      |
| 1972 | Cabaret                     | Sí       |           | Sí        |       |                                        |      |
| 1974 | The Little Prince           |          |           | Sí        | Sí    | Actor – La serp                        |      |
| 1974 | Lenny                       | Sí       |           |           | Sí    | L'entrevistador (veu, sense ser citat) |      |
| 1977 | Thieves                     |          |           |           | Sí    | Mr. Day                                |      |
| 1979 | All That Jazz               | Sí       | Sí        | Sí        |       |                                        |      |
| 1983 | Star 80                     | Sí       | Sí        |           |       |                                        |      |

### Televisió
| Any  | Títol                                  | Paper                                          | Notes                                         | Ref. |
| ---- | -------------------------------------- | ---------------------------------------------- | --------------------------------------------- | ---- |
| 1950 | The George Burns and Gracie Allen Show | Rutina de ball amb la seva dona Mary Ann Niles | Episodi: Gracie the Artist                    |      |
| 1959 | Startime                               | Director                                       | Episodi: The Wonderful World of Entertainment |      |
| 1972 | Liza with a Z                          | Director                                       | Especial de televisió                         |      |

## Premis i llegat
| Any  | Premi                | Categoria                                      | Treball           | Resultat  |
| ---- | -------------------- | ---------------------------------------------- | ----------------- | --------- |
| 1972 | Premis Óscar         | Millor direcció                                | Cabaret           | Guanyador |
| 1974 | Premis Óscar         | Millor direcció                                | Lenny             | Nominat   |
| 1979 | Premis Óscar         | Millor direcció                                | All That Jazz     | Nominat   |
| 1979 | Premis Óscar         | Millor guió original                           | All That Jazz     | Nominat   |
| 1955 | Premi Tony           | Millor coreografia                             | The Pajama Game   | Guanyador |
| 1956 | Premi Tony           | Millor coreografia                             | Damn Yankees      | Guanyador |
| 1957 | Premi Tony           | Millor coreografia                             | Bells are Ringing | Nominat   |
| 1958 | Premi Tony           | Millor coreografia                             | New Girl in Town  | Nominat   |
| 1959 | Premi Tony           | Millor coreografia                             | Redhead           | Guanyador |
| 1963 | Premi Tony           | Millor direcció de musical                     | Little Me         | Nominat   |
| 1963 | Premi Tony           | Millor coreografia                             | Little Me         | Guanyador |
| 1964 | Premi Tony           | Millor actor protagonista de musical           | Pal Joey          | Nominat   |
| 1966 | Premi Tony           | Millor direcció de musical                     | Sweet Charity     | Nominat   |
| 1966 | Premi Tony           | Millor coreografia                             | Sweet Charity     | Guanyador |
| 1973 | Premi Tony           | Millor direcció de musical                     | Pippin            | Guanyador |
| 1973 | Premi Tony           | Millor coreografia                             | Pippin            | Guanyador |
| 1976 | Premi Tony           | Millor llibret de musical                      | Chicago           | Nominat   |
| 1976 | Premi Tony           | Millor direcció de musical                     | Chicago           | Nominat   |
| 1976 | Premi Tony           | Millor coreografia                             | Chicago           | Nominat   |
| 1978 | Premi Tony           | Millor direcció de musical                     | Dancin'           | Nominat   |
| 1978 | Premi Tony           | Millor coreografia                             | Dancin'           | Guanyador |
| 1986 | Premi Tony           | Millor llibret de musical                      | Big Deal          | Nominat   |
| 1986 | Premi Tony           | Millor direcció de musical                     | Big Deal          | Nominat   |
| 1986 | Premi Tony           | Millor coreografia                             | Big Deal          | Guanyador |
| 1973 | Primetime Emmy Award | Outstanding Variety, Music or Comedy           | Liza with a Z     | Guanyador |
| 1973 | Primetime Emmy Award | Millor direcció en comèdia, varietats o música | Liza with a Z     | Guanyador |
| 1973 | Primetime Emmy Award | Millor coreografia                             | Liza with a Z     | Guanyador |

Als Premis Óscar de 1973, Fosse va guanyar el Premi Óscar a Millor direcció per Cabaret. Aquest mateix any va guanyar els premis Tony per la direcció i la coreografia de Pippin i els premis Primetime Emmy per la producció, la coreografia i la direcció de l'especial de televisió de Liza Minnelli, Liza with a Z. Fosse és l'única persona que va guanyar els tres premis principals de la indústria el mateix any.
Fosse va ser inclòs al National Museum of Dance de Saratoga Springs, Nova York el 27 d'abril de 2007. Els Los Angeles Dance Awards, fundats el 1994, es van anomenar "Fosse Awards", i ara s'anomenen Premis American Choreography. La beca Bob Fosse-Gwen Verdon va ser establerta per la seva filla, Nicole Fosse, l'any 2003 a l'Alvin Ailey American Dance Theatre.
Reinking i Verdon van mantenir viva la coreografia única de Fosse després de la seva mort. Reinking va interpretar el paper de Roxie Hart al revival de Nova York de Chicago, que es va estrenar el 1996. Ella va coreografiar els balls a l'estil Fosse per a aquest revival. El 1999, Verdon va exercir de consultor artístic en un musical de Broadway dissenyat per mostrar exemples de coreografies clàssiques de Fosse. Anomenada simplement Fosse, la revista musical en tres actes va ser concebuda i dirigida per Richard Maltby, Jr. i Reinking, i coreografiada per Reinking i Chet Walker. La filla de Verdon i Fosse, Nicole, va rebre un agraïment especial. L'espectacle va guanyar el Tony al millor musical.
Fosse/Verdon és una minisèrie nord-americana de 8 parts protagonitzada per Sam Rockwell com Fosse i Michelle Williams com Verdon. La sèrie, que explica la història de la problemàtica relació personal i professional de la parella, està basada en la biografia Fosse de Sam Wasson. Es va estrenar en vuit parts el 9 d'abril de 2019 a FX. A la 71a edició dels Premis Primetime Emmy, Fosse/Verdon va rebre disset nominacions, incloses sèries limitades excepcionals i nominacions a la interpretació per a Rockwell, Williams i Qualley. Williams va guanyar l'Emmy a la millor actriu en una sèrie limitada.